# Louis Leroy

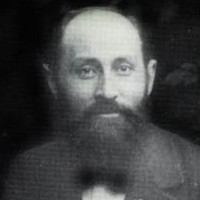
Louis Leroy

Louis Leroy (Parijs, 1812 – aldaar, 1885) was een Franse graveur, schilder en toneelschrijver. Daarnaast was hij journalist en kunstcriticus voor het Franse satirische blad Le Charivari. Hij bedacht de term impressionisme.
In april 1874 werd een expositie gehouden in de salon van de fotograaf Nadar, met onder andere het schilderij Impression, soleil levant door Claude Monet. Over dit schilderij schreef Leroy een artikel waarin twee sceptische kijkers een dialoog met elkaar voeren. In het artikel, dat werd gepubliceerd in Le Charivari op 25 april 1874 onder de titel De tentoonstelling van de impressionisten, gebruikte Leroy voor het eerst het begrip 'impressionisme'. Het begrip werd vervolgens door de kunstenaars zelf als geuzennaam aangenomen.